# Nigel Saddington
Nigel Saddington (* 9. Dezember 1965 in Sunderland; † 24. Januar 2019) war ein englischer Fußballspieler. Der Abwehrspieler bestritt zwischen 1984 und 1990 106 Partien (15 Tore) in den unterklassigen Spielklassen der Football League.

## Karriere
Saddington gehörte als Schüler dem AFC Sunderland an und machte 1981 bei der English Schools Trophy auf sich aufmerksam, als er mit den Monkwearmouth Schoolboys das Landesfinale erreichte. Im Männerbereich spielte er zunächst im Lokalfußball von Wearside. 1984 kam der Abwehrspieler in die Football League Third Division zu den Doncaster Rovers, für die er in der zweiten Saisonhälfte sechs Einsätze bestritt, den Klub aber wegen Heimwehs bereits am Saisonende wieder verließ.
Anfang 1986 wurde er von Lawrie McMenemy zum AFC Sunderland in die Second Division geholt, als Spieler war er vermutlich immer noch von den Doncaster Rovers bei der Football League registriert, so soll zwischen den beiden Klubs eine Ablösesumme von 5000 £ gezahlt worden sein.
Seinen ersten Auftritt für Sunderland hatte er im September 1986 im Erstrundenspiel des Full Members Cups gegen den FC Barnsley und war beim 8:7-Erfolg im Elfmeterschießen als Elfmeterschütze erfolgreich. Bis Februar 1987 kam Saddington zu vier weiteren Pflichtspieleinsätzen, die Innenverteidigerpositionen waren zumeist von Steve Hetzke, Gordon Armstrong und seinem früheren Schulkameraden David Corner besetzt. Nach der Entlassung von McMenemy kam er weder unter Interims-Trainer Bob Stokoe noch unter Denis Smith, der die Mannschaft nach dem Abstieg in die Third Division zur Saison 1987/88 übernahm, zum Einsatz.
Im Februar 1988 wechselte er als Nachfolger für Wes Saunders für eine Ablöse von 12.500 £ zum abstiegsgefährdeten Viertligisten Carlisle United; als Tabellenvorletzter gelang der Klassenerhalt. Saddington war unter Trainer Clive Middlemass die folgenden beiden Jahre Stammspieler in der Abwehrzentrale, wurde Mannschaftskapitän und zunehmend torgefährlich. Nach vier Toren in 40 Einsätzen in der Saison 1988/89 war er in der folgenden Spielzeit mit zehn Ligatoren (davon fünf per Strafstoß) in 44 Einsätzen hinter Keith Walwyn zweitbester Torschütze seines Teams. Dabei verspielte man am letzten Spieltag der Saison 1990/91 durch eine 2:5-Niederlage bei Maidstone United die Teilnahme an den Aufstiegs-Play-offs; Saddington wurde von den Anhängern vereinsintern zum Spieler des Jahres gewählt. Für Saddington sollte die Partie derweil die letzte seiner Football-League-Karriere bleiben. Nachdem im August 1990 Meldungen aufkamen, er überlege, wegen einer Diabeteserkrankung, seine Profikarriere zu beenden, sorgte eine Erkrankung am Chronischen Fatigue-Syndrom dafür, dass er im Saisonverlauf nicht spielen konnte und verließ den Klub im Sommer 1991 ablösefrei.
Saddington setzte seine Laufbahn auf Teilzeitbasis für eine Saison, die von Verletzungsproblemen geprägt war, in der fünftklassigen Football Conference beim FC Gateshead fort. Er bestritt dort einige seiner 17 Ligaeinsätze an der Seite seines früheren Mannschaftskameraden Corner. Im August 1992 war er wenige Wochen für die Blyth Spartans aktiv, bevor er seine Laufbahn die nächsten Jahre in der Wearside League bei Nissan, einer Werksmannschaft des Automobilherstellers, ausklingen ließ. Nach seiner Profilaufbahn bestritt Saddington seinen Lebensunterhalt als Autoverkäufer und gab Trainingseinheiten an Grundschulen. Nach dem 1997 vorgenommenen Abriss von Sunderlands Stadion Roker Park kaufte er sich ein Haus auf dem vormaligen Stadion-Gelände. Er starb 53-jährig im Januar 2019 an einer Herzerkrankung und hinterließ zwei Töchter sowie ein Enkelkind.